# بستر به عنوان سرویس
بستر به عنوان سرویس (PaaS) بسترهای برخطی برای ایجاد، آزمایش و راه‌اندازی برنامه‌های تحت وب فراهم می‌کند که می‌توانند با بهره مندی از ابزارهای برنامه نویسی و گسترش نرم‌افزار مبتنی بر مرورگر مورد استفاده قرار گیرند. ایجاد یک برنامه با استفاده از خدمات PaaS نسبت به رویکرد سنتی در برنامه‌نویسی و گسترش نرم‌افزار با کار کمتر و در زمان کوتاه تری انجام می‌شود، دیگر نیازی به نصب و پیکربندی بسترها و ابزارها و برنامه‌های گسترش نرم‌افزار نیست.
خدمات PaaS شامل موارد زیر می‌شود:
1. محیط گسترش مبتنی بر مرورگر برای ایجاد بانک اطلاعاتی و ویرایش کدهای برنامه
2. واسط‌های درون ساخته برای کنترل امنیت، تعریف تراز دسترسی و کار با Web Serviceها
3. امکان یکپارچه سازی برنامه با دیگر برنامه‌های مستقر روی همان بستر
4. ابزارهایی برای اتصال برنامه به برنامه‌های بیرون از بستر برنامه
5. ابزارهایی برای طراحی فرمهای وب، تعریف کردن ضوابط و روال گردش کار در برنامه